# Л-8
Л-8 «Дзержинец» — советская дизель-электрическая минно-торпедная подводная лодка времён Второй мировой войны. Второй корабль серии XI типа «Ленинец».

## История корабля

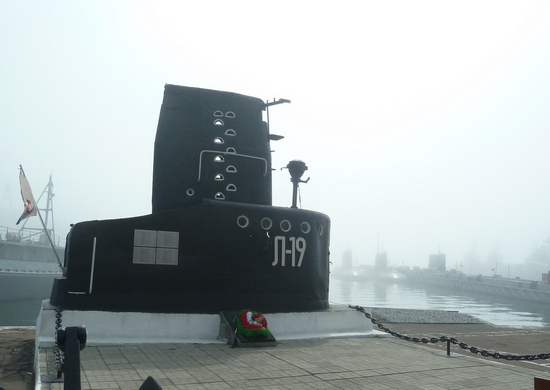
Рубка Л-8 в 2023 году

Лодка была заложена 10 апреля 1934 года на Балтийском заводе № 189 в Ленинграде, заводской номер 264, в виде отдельных секций была перевезена во Владивосток, на завод № 202 (Дальзавод) где была собрана. 10 сентября 1935 года спущена на воду, в феврале 1936 года включена в состав ТОФ, 29 декабря 1936 года вступила в строй. В боевых походах участия не принимала. 20 февраля 1959 исключена из состава ВМФ, использовалась в качестве учебно-тренировочной станции. В 1970 году выведена из строя, в 1989 году рубка Л-8 была установлена в качестве памятника Л-19 во Владивостоке, в бухте Малый Улисс, на территории 19й бригады ПЛ ТОФ.

## Командиры
- Первым командир Лев Андреевич Курников.
- (март – декабрь 1940) Томский, Михаил Гаврилович
- 1945 подлодкой «Л-8» командовал капитан 3 ранга Василий Васильевич Судейко.